# Cold Steel : Sur le fil du rasoir
Pour les articles homonymes, voir Sur le fil du rasoir et Cold Steel (homonymie).
Pour plus de détails, voir Fiche technique et Distribution.
Cold Steel : Sur le fil du rasoir (Cold Steel) est un film américain réalisé par Dorothy Ann Puzo, sorti en 1987.

## Synopsis
La veille de Noël, Sam Modine est sauvagement assassiné dans son magasin. La police est sur la piste d'une bande de drogués adeptes de l'arme blanche. Le fils et policier Johnny Modine jure de venger son père, ignorant que c'est lui qui est visé par ce règlement de comptes.

## Fiche technique
- Titre original : Cold Steel
- Titre français : Cold Steel : Sur le fil du rasoir
- Réalisation : Dorothy Ann Puzo
- Scénario : Moe Quigley & Michael Sonye
- Musique : David A. Jackson
- Photographie : Thomas F. Denove
- Montage : David Bartlett
- Production : Lisa M. Hansen
- Sociétés de production : Cinetel Films & Honor Betrayed Productions
- Société de distribution : Metro-Goldwyn-Mayer
- Pays de production :  États-Unis
- Langue : Anglais
- Format : Couleur - Stéréo - 35 mm - 1.85:1
- Genre : Thriller, Action, Policier
- Durée : 91 minutes
- Dates de sortie :
  - États-Unis : 11 décembre 1987
  - France : 17 août 1988
- Public : Mention CNC, interdit aux moins de 12 ans (visa d'exploitation no 68191 délivré le 26 juillet 1988)

## Distribution
- Brad Davis (VF : Maurice Sarfati) : Johnny Modine
- Sharon Stone (VF : Virginie Ledieu) : Kathy Connors
- Jonathan Banks (VF : Daniel Gall) : Isaac dit « Iceman »
- Jay Acovone (VF : Vincent Ropion) : Cookie
- Adam Ant (VF : Jean-François Vlérick) : Dorian Michael 'Mick' Duran
- Eddie Egan (VF : Michel Gudin) : Le lieutenant Hill
- Ron Karabatsos : Le pêcheur
- Mindy Seeger (VF : Annie Balestra) : Wanda
- John Wheeler : Mahoney
- William Lanteau (VF : Philippe Dumat) : Sam Modine
- Anne Haney (VF : Monique Mélinand) : Anna Modine
- Jesse Aragon (VF : José Luccioni) : le chef du gang mexicain
- Lance E. Nichols (VF : Mario Santini) : le policier noir du commissariat
- Sy Richardson : Rashid
- Jack Shea : Spread 'Em
- Nick Savage : T-Bone
- Peter DeAnello : Tito
- Marshall Virden (VF : Jacques Dynam) : le patron du bar

## Musique
- Party Line, parole de Jill Gaynes et musique de David A. Jackson, interprétée par Eli Baer et Rich Shaw
- Running Out of Time, parole de Jill Gaynes et musique de David A. Jackson, interprétée par James House
- Heart Beats Stronger, paroles et musique de James Saad et Hausk Randall, interprétée par Hausk Randall
- Over Easy, paroles de Jill Gaynes et musique de David A. Jackson, interprétée par Michael Stull
- Take Me Away, paroles de Jill Gaynes et musique de David A. Jackson, interprétée par Joe Pizzulo
- Out of Time, paroles de Jill Gaynes et musique de David A. Jackson, interprétée par Joe Pizzulo
- You Took Me By Surprise, paroles de Jill Gaynes et musique de David A. Jackson, interprétée par Joe Pizzulo